# Paus Stefanus VIII (IX)
Stefanus VIII (IX) (Rome, geboortedatum onbekend - aldaar, oktober 942) was paus van 14 juli 939 tot zijn dood, eind oktober 942. Hij stond onder invloed van Alberic II en regeerde slechts formeel over de Kerkelijke Staat. Hij werd door vijanden die hem voor een Duitser hielden, misvormd: ogen, lippen, tong en handen werden verwijderd. De ongelukkige man overleefde de aanslag, maar was niet meer in staat in het openbaar te verschijnen.
Cursief: tegenpaus